# Ho, mia kor'
Ho, mia kor', is een kort gedicht van L. L. Zamenhof, geschreven korte tijd voor de publicatie van het Unua Libro ("Eerste Boek"), in 1887. "Zamenhof schreef in die tijd zeer korte verzen. Dit gedichtje klinkt een beetje als de moeizame ademhaling van iemand die zojuist vijf verdiepingen de trap op is gerend en voor een deur tot stilstand is gekomen." (Edmond Privat, Vivo de Zamenhof, pag. 35.)
| Ho, mia kor' Ho, mia kor', ne batu maltrankvile, El mia brusto nun ne saltu for! Jam teni min ne povas mi facile, Ho, mia kor'! Ho, mia kor'! Post longa laborado Ĉu mi ne venkos en decida hor'? Sufiĉe! trankviliĝu de l' batado, Ho, mia kor'! | O, mijn hart O, mijn hart, klop niet zo onrustig, Spring nu niet uit mijn borst! Ik kan mezelf al bijna niet inhouden, O, mijn hart! O, mijn hart! Na zo lang werken, Zal ik in het beslissende uur niet overwinnen? Genoeg! kalmeer toch van het kloppen, O, mijn hart! |

## Bron
- Vertaling van het gelijknamige artikel in het Esperanto.